# Денисенко, Вадим Игоревич
Вадим Игоревич Денисенко (укр. Вадим Ігорович Денисенко; род. 7 апреля 1974, Киев) — украинский журналист, бизнесмен, народный депутат Украины, беспартийный (в избирательном списке партии «Блок Петра Порошенко» 2014 года под № 45).

## Образование
В 1997 году окончил Киевский университет имени Т. Шевченко, специализация «украинский язык и литература».
В 1998 году закончил факультет Гуманитарных наук Киево-Могилянской академии.
В 2003 году защитил кандидатскую в НАН Украины по теме «Творчество М. Йогансена в контексте украинской юмористической модернистской прозы».

## Трудовая деятельность
В 1996—1997 годах корреспондент ЗАО «Украинская пресс-группа». В 1997 −2003 годах в ООО «ММЦ — СТБ» — заместитель главного редактора. С 2004 года главный редактор газеты «Первая Крымская». В 2004 год — работал в Крымском региональном агентстве европейской интеграции (АРК). В 2006—2013 — главный редактор еженедельника «Комментарии». В 2013—2014 — основатель и главный редактор Эспрессо TV.
В 2014—2019 годах — народный депутат Украины Член депутатской фракции партии «Блок Петра Порошенко», член Комитета по вопросам правовой политики и правосудия. Член Исполнительного комитета в межпарламентской организации «Исполнительный комитет Национальной парламентской группы в Межпарламентском Союзе». Заместитель члена Постоянной делегации в межпарламентской организации «Постоянная делегация Верховной Рады Украины в Парламентской ассамблее ЕС — Восточные соседи (ПА Евронест)». Секретарь группы по межпарламентским связям с Республикой Кипр. Член групп по межпарламентским связям с Французской Республикой, Швейцарской Конфедерацией,Турецкой Республикой, Китайской Народной Республикой, Словацкой Республикой, Венгрией.
Неоднократно уличён в неперсональном голосовании.
Представитель Кабинета Министров Украины в Верховной Раде.
Кандидат в народные депутаты от партии «Сила и честь» на парламентских выборах 2019 года, № 15 в списке. Беспартийный.
Постановлением правительства Российской Федерации от 7 декабря 2020 года № 2045 В. И. Денисенко относился к числу лиц, против которых введены российские экономические санкции.
Автор монографии «Модерн как поле эксперимента» и двух сборников рассказов: «В поисках банальных истин» и «Несколько историй о любви».

## Семья
Разведён, есть несовершеннолетний сын..